# Lycaena vernalis
Lycaena vernalis är en fjärilsart som beskrevs av Hormuzaki 1893. Lycaena vernalis ingår i släktet Lycaena och familjen juvelvingar. Inga underarter finns listade i Catalogue of Life.